# Limax brandstetteri
Limax brandstetteri is een slakkensoort uit de familie van de Limacidae. De wetenschappelijke naam van de soort werd in 2008 voor het eerst geldig gepubliceerd door Gerhard Falkner.

## Beschrijving
Limax brandstetteri is klein tot middelgroot en bereikt een lengte van 9,5 tot 12,5 cm in uitgestrekte toestand, met een rugbreedte van 1,0 tot 1,5 cm en een zoolbreedte van 1,2 tot 1,7 cm. Het is erg lang en smal in vergelijking met andere soorten. Het mantelschild is relatief kort met een afgeronde voorrand en een stompe achterrand. De schaalplaatjes in de mantel, die verkalkt zijn tot aan de buitenste randgebieden, zijn 9 tot 10 mm lang en 6 mm breed. De kiel bereikt ongeveer een kwart van de ruglengte vanaf het puntje van de staart; het is niet contrasterend in kleur. Het voorste derde deel van de rug toont 32 tot 38 longitudinale rijen rimpels, maar deze zijn onduidelijk gescheiden. In de rustpositie en samengetrokken, zijn de rimpels zeer prominent en kronkelig.
De dieren zijn meestal diepzwart op de rug en vacht, zeer zelden ook zwartbruin of zwartgrijs. De zool van de voet is gelijkmatig witachtig crèmekleurig; met toenemende leeftijd worden de randgebieden van de voetzolen wat donkerder.

### Soortgelijke soorten
Limax brandstetteri behoort tot de groep van de zwarte naaktslakken (L. maximus) en verschilt uiterlijk niet van Limax ianninii, de enige andere hooggebergtevorm van het Italiaanse schiereiland. Anatomische, interne verschillen zijn: de slankere penis, de goed ontwikkelde blinde zak op de penis, de penispapil die door de zaadleider is doorbroken bij de opening van de zaadleider (bij L. iannini opent de zaadleider naast de papil), de (andere) structuur van de binnenwand van de penis en een peniskam hoger in het onderste derde deel van de penis (bij L. iannini in het bovenste derde deel).

## Verspreiding en leefgebied
Limax brandstetteri is tot nu toe alleen aangetroffen in een klein gebied rond La Maielletta (Majella-massief, Abruzzo) in het grensgebied tussen de provincies Pescara en Chieti (Italië). Het is een hooggebergte-soort die tot nu toe alleen is gevonden tussen 1750 en 2200 meter. De soort leeft op extensief gecultiveerde, stenige hoge bergweiden. Afhankelijk van het weer zijn de dieren actief tot begin december. In het voorjaar verschijnen de dieren weer als de eerste gebieden in het anders gesloten sneeuwdek besneeuwd zijn.